# مقاومت در برابر مالیات

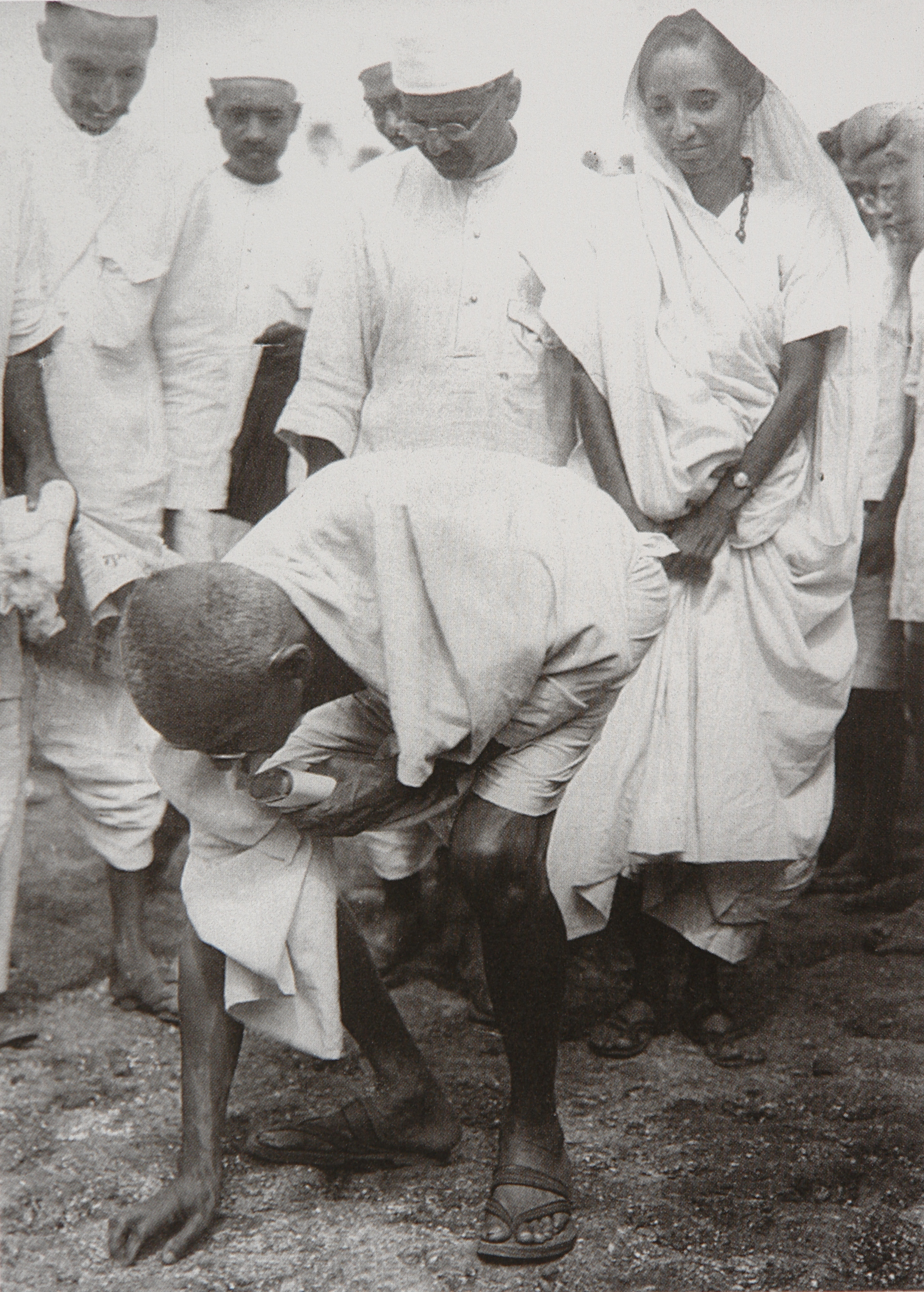
گاندی نمک می سازد و در برابر قانون مالیات بر تولید انگلیسی نافرمانی می کند.

مقاومت در برابر مالیات خودداری از پرداخت مالیات به دلیل مخالفت با دولتی ست که دارد مالیات را اعمال می‌کند، یا سیاست دولت یا مخالفت با خود مفهوم مالیات است. مقاومت در برابر مالیات نوعی عمل مستقیم بوده و اگر منافی مقررات مالیاتی باشد نوعی نافرمانی مدنی است.
مقاومان در برابر مالیات متمایز از معترضان به مالیات اند که وجود یا قابل انطباق بودن الزام قانونی به پرداخت مالیات را نفی می‌کنند آن‌ها ممکن است شکلی از قانون را بپذیرند.